# ヤマハ・ヒップギグ
ヒップギグ（Hipgig）は、ヤマハから発売されているドラムセットの商品名。アメリカのセッション・ドラマーであるリック・マロッタのアイディアに基づき開発された。そのため、カタログ上ではマロッタのシグネチャー・モデルという扱いになっている。持ち運びのしやすさ、セッティングのしやすさに重点を置いたモデルで、必要最小限の構成がコンパクトにまとめられている。
なお、姉妹モデルとしてアメリカのジャズ・ドラマー、アル・フォスターのシグネチャーモデル扱いとなっているヒップギグ・シニア（Hipgig Sr.）がある。本項目ではこちらも合わせて紹介する。

## 主な特徴
- スネアドラム、タムタム（＝トムトム）×2、バスドラム、ハードウェア、スツールが標準セットになっている（シンバルは別売）。
- バスドラムが16インチと小さく、[1]さらに運搬時にはこの中にスネアドラムとタムタムを収納できるようになっている。スネアとタムタムも全体に小口径で、重量の軽減が図られている。
- タムタムだけでなくスネアドラム、クラッシュシンバル、ライドシンバルもバスドラムにホルダーで取り付けるようになっており、ハードウェアの数が通常のドラムセットよりも少なくなっている。ただしそのために、強度の関係であまり大きなシンバルは使えない。[2]
- 発売当初はスツールが円筒形をしており、ハードウェアの収納ケースを兼ねていた。現在はこれは廃止され、スツールは通常の形状のものに変更されている。

## 標準構成

### ヒップギグ
- バスドラム16"×20"
- タムタム13"×7"
- タムタム10"×6"
- スネアドラム12"×5"
- タムホルダー
- クランプ
- シンバルホルダー
- フットペダル
- ハイハットスタンド
- メモリークランプ
- スツール
- バスドラムソフトケース
- タムタム、スネアドラムソフトケース

### ヒップギグ・シニア
- バスドラム18"×22"
- タムタム14"×8 1/2"
- タムタム12"×6 1/2"
- スネアドラム13"×5"
- シンバルスタンド
- クランプ
- ハイハットスタンド
- フットペダル
- スツール
- バスドラムソフトケース
- タムタム、スネアドラムソフトケース
- ハードウェアソフトケース